# Fiat AS.6

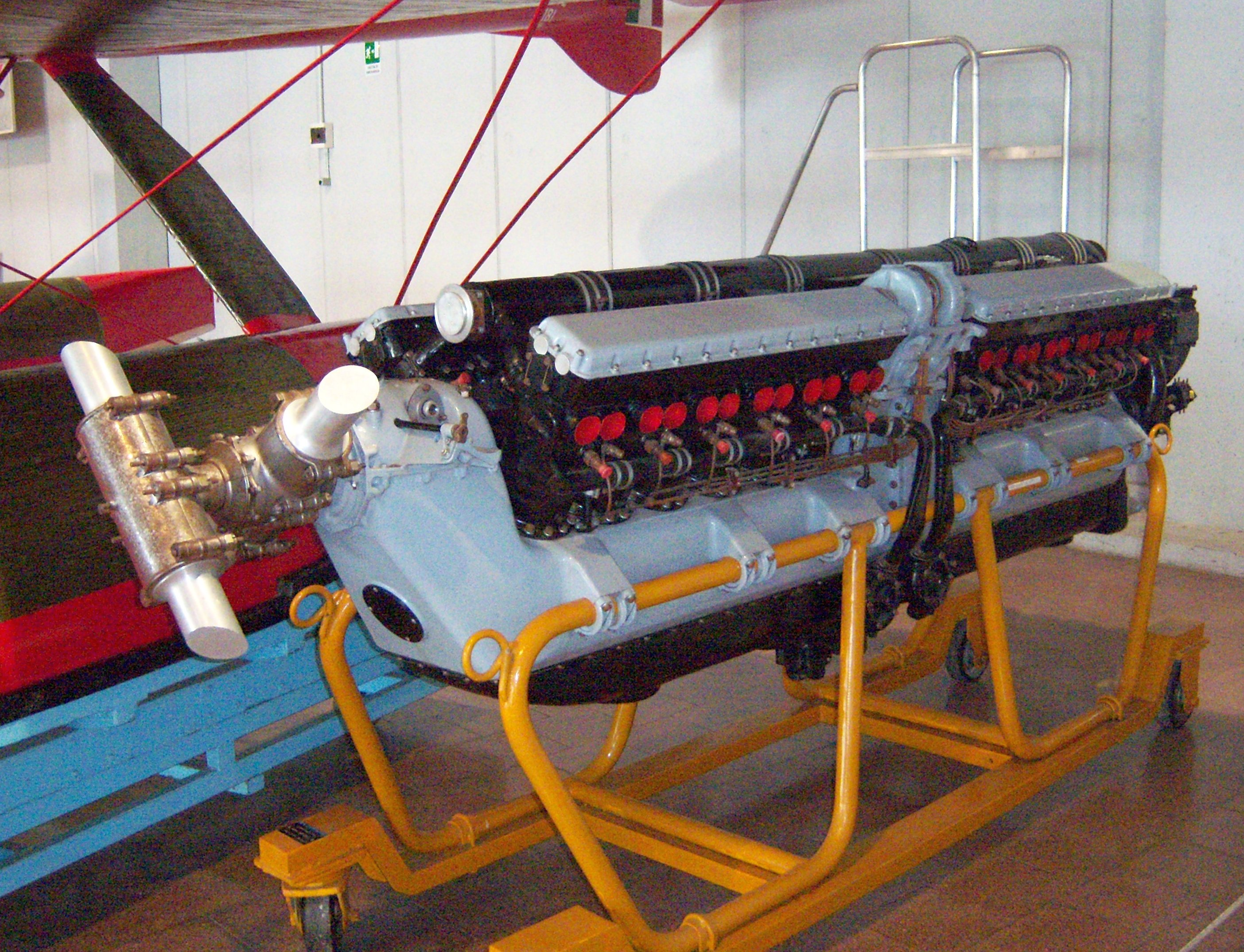
AS.6 im Italienischen Luftfahrtmuseum Vigna di Valle

Das italienische Flugtriebwerk Fiat AS.6 war ein Kolbenmotor mit 24 Zylindern.

## Geschichte
Das Triebwerk wurde von Fiat unter der Leitung des Ingenieurs Tranquillo Zerbi für das Rennflugzeug Macchi-Castoldi M.C.72 entworfen, das im September 1931 an der Schneider-Trophy in Calshot Spit (Großbritannien) teilnehmen sollte. Der erste Prüfstandlauf erfolgte am 20. April 1931. Der erste Flug am 22. Juni 1931 endete durch Fehlzündungen mit Schäden am neuen Triebwerk.
Aufgrund technischer Probleme und eines tödlichen Unfalls des Piloten Giovanni Monti am 2. August 1931 sagte Italien die Teilnahme ab.
Durch die aufwendige Weiterentwicklung konnte am 10. April 1933 der erste Geschwindigkeitsrekord mit 682,078 km/h aufgestellt werden; der letzte Rekord folgte am 23. Oktober 1934 und ist mit 709,209 km/h bis heute in seiner Klasse ungeschlagen. Die Erkenntnisse aus der Konstruktion des AS.6 wurden bei der Entwicklung des nächsten Rennmotors AS.8 aufgegriffen.

## Konstruktion

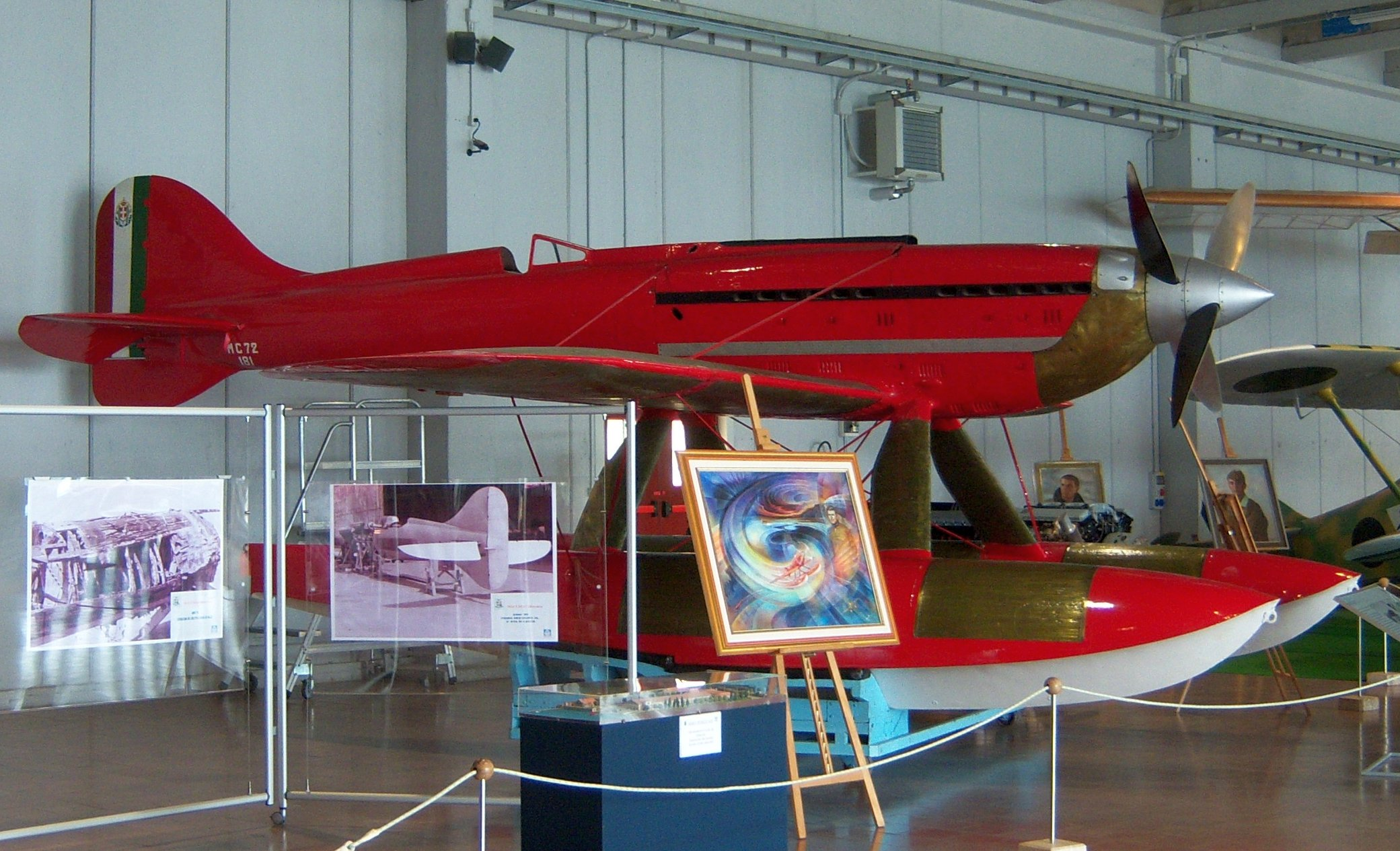
Macchi-Castoldi M.C.72

### Entwicklungsziele
Die Auslegung des Motors durch den Ingenieur Tranquillo Zerbi folgte drei Entwicklungszielen:
- geringe Stirnfläche zur Verminderung des Luftwiderstandes[2]
- Ausgleich sämtlicher Massenmomente in jedem Lastzustand
- maximale Leistungsausbeute

#### Minimierung der Stirnfläche
Die Nebenaggregate wie Zündanlage, Fallstromvergaser und Lader waren hinter dem Motor angeordnet, um die schlanke Silhouette des V-Motors nicht zu beeinträchtigen.
Die Öl- und Wasserkühler am Flugzeug waren als Oberflächenkühler ausgeführt.

#### Minimierung der freien Momente
Die beiden nicht gekoppelten Kurbelwellen drehten in entgegengesetzter Richtung, ebenso die Propellerwellen und Propeller.
Dadurch wurden erstens die Massenmomente beim Beschleunigen des Motors eliminiert und zweitens die Propellerdrehmomente neutralisiert.
Mit nur einem Propeller wäre das Drehmoment des Propellers kritisch für den Start: das Moment müsste von einem der beiden Schwimmer abgefangen werden, was die Eintauchtiefe und damit den Widerstand dieses Schwimmers ändern würde – das Flugzeug könnte in der Startphase kaum auf Kurs gehalten werden.

#### Maximierung der Leistungsausbeute
Das Triebwerk basierte auf dem Rennmotor Fiat AS.5 mit etwa 1000 PS und 12 Zylindern, der zwar schon je zwei Einlass- und zwei Auslassventile pro Zylinder besaß, aber noch nicht aufgeladen war. Mit dem mechanischen Lader sollten für den AS.6 mit verdoppeltem Hubraum Leistungen von 2500 PS für Renneinsätze und 3000 PS für Rekordflüge erreicht werden.

### Technische Ausführung

#### Motorblock

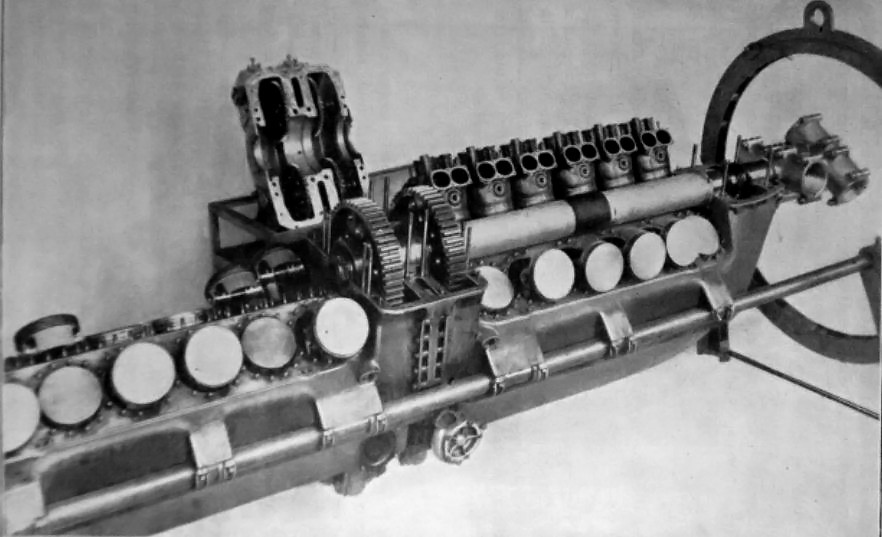
Teilmontierter Motor

Das Grundkonzept des Motors bestand aus zwei AS.5-Motoren, die Stirnseite an Stirnseite montiert wurden. Die zwei gegenläufigen Kurbelwellen liefen in einem gemeinsamen Kurbelgehäuse, hatten aber jeweils eine eigene Ölpumpe, zwei Kühlwasserpumpen und einen eigenen Abtrieb in der Mitte des somit entstandenen 24-zylindrigen Motors mit 48 Zündkerzen und 96 Ventilen.
Die beiden Propellerwellen waren als Koaxialwellen ausgeführt und liefen zwischen den Zylinderbänken der vorderen 12 Zylinder hindurch mit einer um den Untersetzungsfaktor von 0,6 reduzierten Drehzahl gegenüber der jeweiligen Kurbelwelle.

#### Zündanlage
Zwei Magnetzündanlagen für die hinteren 12 Zylinder waren unterhalb des Vergasers angeordnet, sie wurden von der Kurbelwelle angetrieben. Die zwei Magnetzündanlagen für die vorderen 12 Zylinder waren außergewöhnlich hoch vor den vorderen Zylinderköpfen montiert, der Antrieb erfolgte durch die äußere Propellerwelle.
Die Zündkerzen lieferte der britische Hersteller KLG, die Magnetzündanlagen der italienische Hersteller Magneti Marelli.

#### Vergaser und Lader

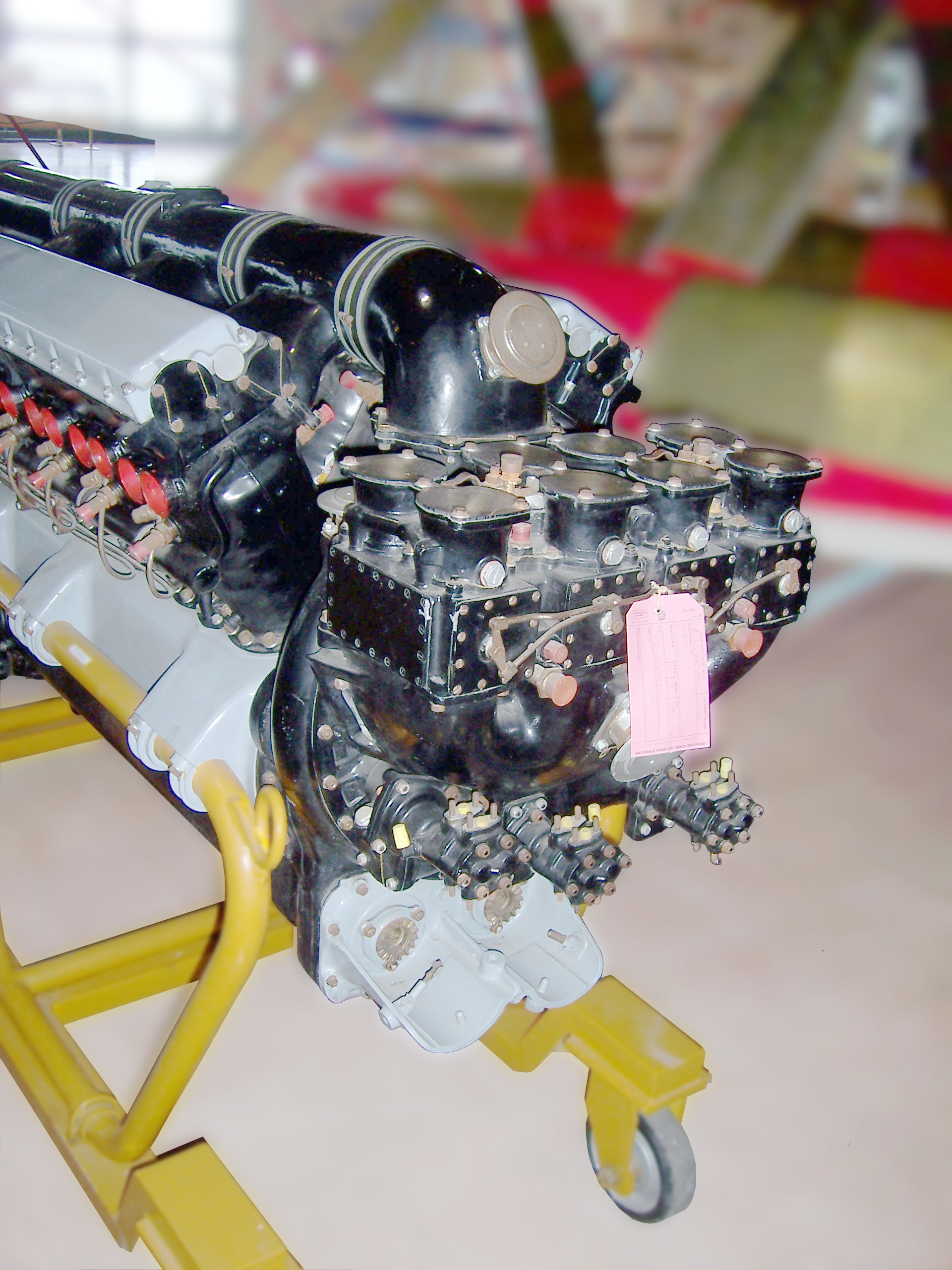
Vergaser an der Rückseite des Motors

Der Vergaser wurde als Fallstromvergaser mit acht Mischkammern ausgeführt.
Für die Rezeptur des Treibstoffes wurde der britische Experte Francis Rodwell Rod Banks engagiert.
Die Zusammensetzung war 55 % Benzin, 23 % Alkohol, 22 % Benzol und 0,15 % Bleitetraethyl.
Die hintere Kurbelwelle trieb den einstufigen Zentrifugalkompressor an; um die abgeführte Leistung von etwa 200 PS bei 19.000 bis 20.000 min−1 auszugleichen, wurde entsprechend der Anstellwinkel des vorderen Propellers reduziert.

### Technische Probleme des Triebwerks
Die technischen Probleme des Triebwerks konnten trotz großer Anstrengungen nicht zufriedenstellend gelöst werden.
- Nach dem ersten Motorlauf am 20. April 1931, der mit enttäuschenden 2200 PS und zwei verbrannten Ventilen endete, wurden zwölf Ventilkombinationen und 1000 Ventile aus zehn verschiedenen Stählen erprobt.
- Am 22. Juni 1931 zwangen starke Fehlzündungen beim Erstflug den Piloten Giovanni Monti zum Abbruch. Der Lader war zerstört.
- In einer Halle wurde ein Prüfstand mit zwei 400 PS und 700 PS leistenden Motoren aufgebaut, um die Probleme mit dem Vergaser und der Gemischbildung bei Geschwindigkeiten bis zu 750 km/h in den Griff zu bekommen. Ursache für die Probleme der Gemischaufbereitung waren einerseits ungewollte Aufladungseffekte durch die hohen Geschwindigkeiten im Flug, andererseits Entmischungsvorgänge in den mit fast vier Metern extrem langen Ansaugkanälen.
- Im Jahr 1932 wurden hauptsächlich Prüfstandtests ausgeführt, um das Triebwerk zu verbessern. Am 26. Februar 1932 wurde mit 2400 PS ein Rekordflug über 3 km simuliert.

Im Endeffekt konnte der Motor nur für wenige Flüge eingesetzt werden; eine weitere Verwendung erfolgte nach dem Weltrekord im Jahr 1934 nicht mehr.
Zwei Piloten starben während der Erprobung der MC.72 bei Unfällen, die durch das Triebwerk verursacht wurden.
- am 2. August 1931 starb der Pilot Giovanni Monti bei einem Startunfall[6]
- am 10. September 1931 explodierte Stanislao Bellinis MC.72 während eines Rekordversuchs bei Desenzano del Garda in der Luft[7]

## Technische Daten
| Kenngröße    | Daten des AS.6                                                     |
| ------------ | ------------------------------------------------------------------ |
| Bauart       | 24-Zylinder-V-Motor (60°), vier Ventile pro Zylinder               |
| Bohrung      | 138 mm                                                             |
| Hub          | 140 mm                                                             |
| Hubraum      | 50,25 L                                                            |
| Verdichtung  | 7:1                                                                |
| Lader        | einstufiger Zentrifugallader, 20.000 min−1, Ladedruck bis 1,82 bar |
| Leistung     | 3.000 PS (ca. 2.200 kW) bei 3200 min−1                             |
| Trockenmasse | 930 kg                                                             |

## Erhaltene Triebwerke
Ein kompletter Fiat AS.6 ist im Italienischen Luftfahrtmuseum Vigna di Valle ausgestellt. Das Centro Storico Fiat in Turin zeigt ein weiteres vollständiges Triebwerk.